# Rudna Wielka (województwo podkarpackie)
Rudna Wielka – wieś w Polsce położona w województwie podkarpackim, w powiecie rzeszowskim, w gminie Świlcza.
W latach 1975–1998 miejscowość położona była w województwie rzeszowskim.
Miejscowość jest siedzibą parafii Św. Teresy od Dzieciątka Jezus, należącej do dekanatu Głogów Małopolski, diecezji rzeszowskiej.
Na terenie wsi znajduje się zabytkowy park i pałac rodziny Dąmbskich herbu Godziemba, a na terenie cmentarza rodzinny grobowiec, gdzie pochowany jest m.in. Stanisław Dąmbski, właściciel ziemski, doktor prawa, społecznik, fundator szkół w Rudnej i Pogwizdowie oraz kościoła i plebanii dla utworzonej za jego staraniem parafii w Rudnej w 1912 roku, późniejszy senator Rzeczypospolitej i patron tutejszej szkoły podstawowej.
Urodził się tu Franciszek Sagan – polski uczestnik podziemia niepodległościowego.

## Części wsi
| SIMC    | Nazwa | Rodzaj    |
| ------- | ----- | --------- |
| 0664007 | Gać   | część wsi |

## Demografia
| rok  | liczba domów | liczba mieszkańców |
| ---- | ------------ | ------------------ |
| 1786 | 120          | 700                |
| 1921 | 306          | 1389               |
| 2004 | 335          | 1130               |
| 2010 | –            | 1430               |
| 2012 | –            | 1467               |

Źródło

## Sport
W Rudnej Wielkiej w 1952 roku powstał klub „Rudnianka Rudna Wielka”, który od ponad 50 lat rozgrywa mecze w rzeszowskiej B-klasie.

## Osoby związane z miejscowością
- Stanisław Dąmbski
- Franciszek Sagan
- Stanisław Trzeciak